# Döbeln Hauptbahnhof
Döbeln Hauptbahnhof (offizielle Bezeichnung: Döbeln Hbf) ist eine Eisenbahn-Betriebsstelle an den sich kreuzenden Bahnstrecken Borsdorf–Coswig und Riesa–Chemnitz. Der Bahnhof ist die zentrale Bahnstation der Stadt Döbeln in Sachsen. Von 1884 bis 1964 war Döbeln Hbf außerdem Endpunkt der Schmalspurbahn von Oschatz.

## Lage
Der Hauptbahnhof befindet sich etwa zwei Kilometer westlich der Döbelner Innenstadt oberhalb des Tals der Freiberger Mulde, in der Gemarkung Kleinbauchlitz. Der unmittelbare Bahnhofsvorplatz mündet in die Bahnhofstraße (Teil der Bundesstraße 175) ein, welche die straßenseitige Verbindung zur Altstadt herstellt. Ein Nebenausgang verbindet den Hauptbahnhof durch eine Fußgängerunterführung zudem mit der Mastener Straße südlich der Gleisanlagen.
Döbeln Hauptbahnhof ist ein Eisenbahnknotenpunkt, in dem die Hauptbahn von Chemnitz nach Riesa auf jene der Strecke (Leipzig – ) Borsdorf – Coswig ( – Dresden) trifft. Mit dem Haltepunkt Limmritz (Sachs) wird im Döbelner Stadtgebiet noch eine zweite Station planmäßig von Zügen bedient. Der innenstadtnähere Ostbahnhof, zuletzt Haltepunkt Döbeln Zentrum, wird trotz verschiedener Absichtserklärungen seit Dezember 2015 nicht mehr bedient. Die Züge von und nach Leipzig enden und beginnen im Bahnhof Döbeln Hbf.

## Geschichte
Obwohl Döbeln bereits seit 1847 mit dem nahegelegenen Bahnhof Großbauchlitz einen Anschluss an die Strecke Riesa–Chemnitz hatte, wurde der Bahnhof erst mit Eröffnung des Abschnittes Döbeln–Leisnig der Bahnstrecke Borsdorf–Coswig am 2. Juni 1868 als „Station Döbeln“ eröffnet, die „interimistisch“ nur einen „Personeneinsteigeschuppen“ besaß. Die Station wurde in den Jahren 1867 und 1868 auf dem Grundstück des Ritterguts Kleinbauchlitz errichtet. Mit Eröffnung des Abschnitts Döbeln–Nossen der Bahnstrecke Borsdorf–Coswig ging am 25. Oktober 1868 die Haltestelle Döbeln Ost in Betrieb. Erst zwei Jahre später erhielt der Keilbahnhof unter Leitung des Abteilungsingenieurs Bassenge am 1. Januar 1870 das heutige Empfangsgebäude, das dem damaligen Gebäude des Zwickauer Hauptbahnhofs ähnelt. Der einfache, zweckmäßige Bau enthielt Räume für Post, Polizei und Bahnbedienstete mit Gepäckabfertigung und drei Wartesäle für die I., II. und III. Wagenklasse. Ab 1. November 1884 schloss die Schmalspurbahn nach Mügeln mittels einer dritten Schiene bis zum Abzweig Gärtitz auch den Döbelner Bahnhof an das Wilsdruffer Netz an. 1886 erhielten die „Personenperrons“ Bahnsteigdächer.
Von 1892 bis 1926 fungierte die Döbelner Pferdebahn als Verbindung zwischen Hauptbahnhof und Innenstadt. 1896 ergaben sich durch Erweiterungen um Lokomotiv- und Güterschuppen größere Änderungen der Bahnhofsanlage. Beim Umbau 1925 nach Plänen von Mirus wurde der Grundriss nur wenig verändert.
1933, zeitgleich mit der Umbenennung des Bahnhofs Großbauchlitz in Döbeln Nord wurde der Bahnhof Döbeln in Döbeln Hbf umbenannt.
Der Personenverkehr auf der Schmalspurstrecke wurde am 15. Dezember 1964 eingestellt.
Am 12. Dezember 2015 endete mit dem letzten fahrplanmäßigen Zug der RB-Linie 110 der Zugverkehr auf dem Abschnitt Döbeln–Meißen-Triebischtal der Bahnstrecke Borsdorf–Coswig. Dem vorausgegangen waren die Entscheidungen des Verkehrsverbundes Oberelbe (VVO) vom 28. November 2013 und des Verkehrsverbunds Mittelsachsen vom 7. März 2014, aus wirtschaftlichen Gründen den Zugverkehr auf den Abschnitten Nossen–Meißen (Verkehrsverbund Oberelbe) bzw. Döbeln–Nossen (Verkehrsverbund Mittelsachsen) einzustellen. Der Zweckverband für den Nahverkehrsraum Leipzig (ZVNL) will auch weiterhin Leistungen des Schienenpersonennahverkehrs zwischen Leipzig und Döbeln bestellen.
Die zunächst geplante Weiterführung der RB-Linie 110 bis zum Haltepunkt Döbeln Zentrum konnte wegen der dafür erforderlichen sicherungstechnischen Änderungen sowie Differenzen zwischen dem Verkehrsverbund Mittelsachsen und dem Streckenbetreiber NRE bislang nicht umgesetzt werden.
In Döbeln Hbf hielten im Herbst 2022 sowie von April bis November 2023 auch Intercitys der Deutschen Bahn, als diese wegen Bauarbeiten auf der Strecke Berlin–Dresden über Jüterbog und Riesa von und nach Chemnitz umgeleitet wurden. Von Dezember 2023 bis Dezember 2024 wurde Döbeln Hbf wieder regelmäßig mit einem Zugpaar pro Woche vom Fernverkehr angefahren. Dieses stellte eine Direktverbindung nach Berlin und an die Ostsee her.

## Anlagen

### Empfangsgebäude

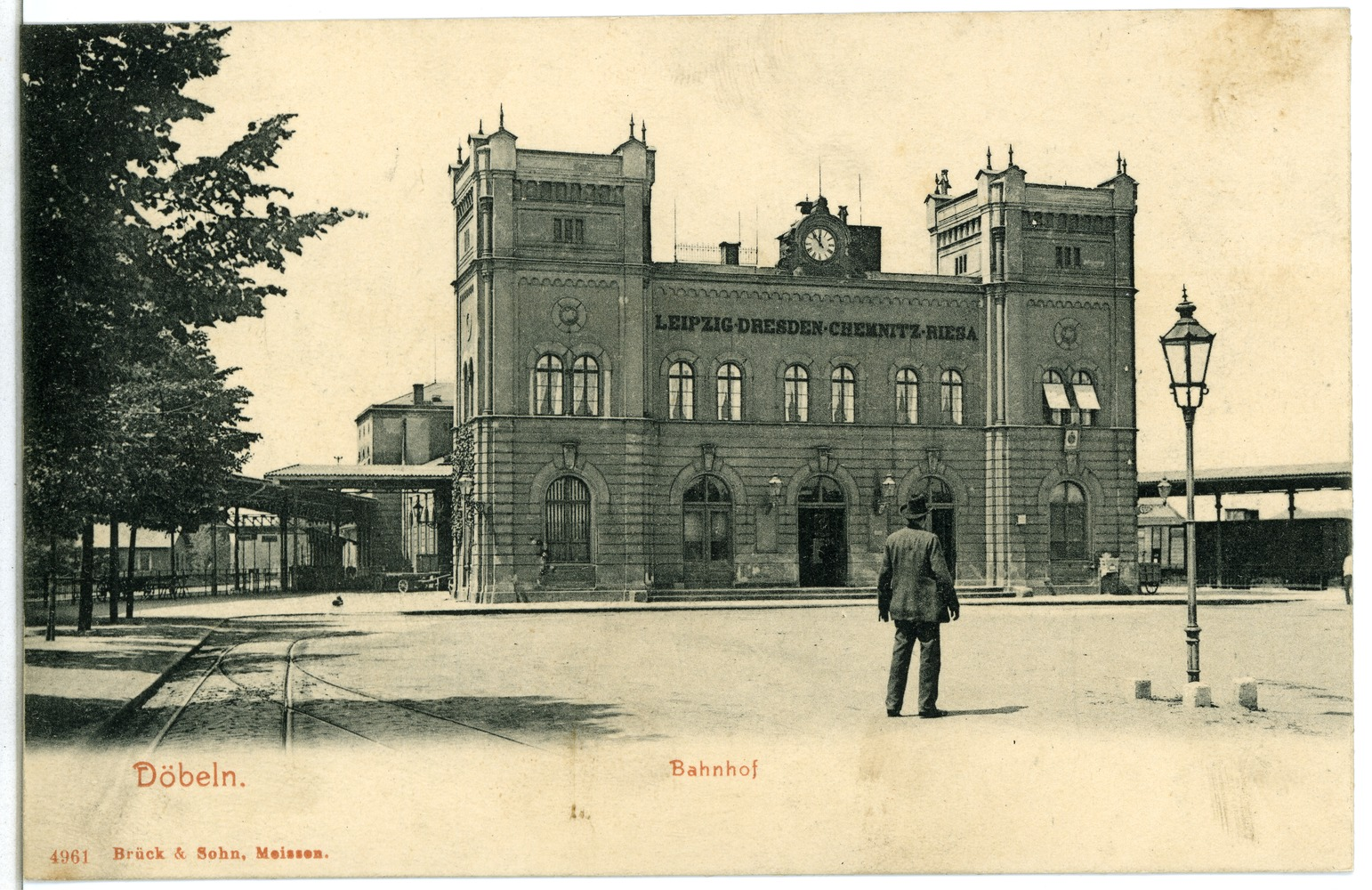
Ansichtskarte des Bahnhofs von 1903. Damals thronten auf der Frontfassade anstelle des Schriftzugs „Döbeln Hauptbahnhof“ die Namen der Städte, in deren Richtung die sich hier kreuzenden Bahnstrecken verlaufen.

Das ab März 1869 errichtete und nach zehnmonatiger Bauzeit am 1. Januar 1870 eröffnete Empfangsgebäude präsentiert sich im Stil des Historismus. Der symmetrisch konzipierte, repräsentative Bau greift dabei neoromanische und neogotische Formen auf. Markante und wuchtige dreigeschossige Ecktürme begrenzen die im Rundbogenstil erbaute Frontfassade des sonst zweigeschossigen Gebäudes. Ecklisenen betonen zusätzlich die Gliederung der Fassade. Das gesamte Erscheinungsbild ist dem 1858 erbauten und 1937 abgerissenen ehemaligen Empfangsgebäude des Zwickauer Hauptbahnhofs nachempfunden. Aufgrund seiner bau- und ortsgeschichtlichen Bedeutung und seiner straßenbildprägenden Funktion steht das Döbelner Empfangsgebäude als Kulturdenkmal unter Denkmalschutz. Der Historiker Rolf-Ulrich Kunze würdigte das Döbelner Empfangsgebäude als „eines der schönsten deutschen Bahnhofsgebäude überhaupt“.
Ab 2008 bot die DB Station&Service AG das Empfangsgebäude zum Kauf an. Die Stadt Döbeln lehnte ein Kaufangebot ab, da es an einem Nutzungskonzept und einer Zielsetzung für die Immobilie von kommunaler Seite mangelte. 2010 wurde das Bahnhofsgebäude an die Main Asset Management GmbH mit Sitz in Dreieich verkauft, welche ab 2014 ihrerseits das Bahnhofsgebäude für einen Preis von 300.000 Euro wiederum zum Verkauf anbot. Im Jahr 2016 konnte mit der Neumayr & Sedlmeir GbR aus Erding ein neuer Eigentümer gefunden werden.
Fahrkarten werden im am 13. Januar 2020 eröffneten Kundencenter der Mitteldeutschen Regiobahn im Erdgeschoss des Empfangsgebäudes verkauft. Zuvor betrieb die Deutsche Bahn AG bis April 2005 ein „DB-Reisezentrum“ im Hauptbahnhof, welches bis zum 15. September 2019 als inhabergeführte „DB-Agentur“ fortbestand.
Außer dem Kundencenter nutzt ein Pizza-Lieferdienst Räumlichkeiten im Erdgeschoss, die Bahnhofsgaststätte „Gleis 3“ schloss im April 2012. Während der Öffnungszeiten stehen den Reisenden im baufälligen Foyer einige Sitzbänke als Wartebereich zur Verfügung. Die öffentlichen WC-Anlagen sind geschlossen. Im Obergeschoss sind Büroräume der Deutschen Bahn AG, ein Aufenthaltsraum für die Zugbegleiter der Mitteldeutschen Regiobahn und die Döbelner Ortsgruppe des Bahn-Sozialwerks angesiedelt. Dennoch stehen große Teile des Empfangsgebäudes derzeit (Stand: März 2020) leer. Dieser Zustand führt gemeinsam mit der Tatsache, dass seit der Erneuerung aller Fenster in den 1990er-Jahren keine Investitionen mehr in die Immobilie geflossen sind, zu einem sanierungsbedürftigen Gesamteindruck des Bahnhofsgebäudes.

### Stellwerk

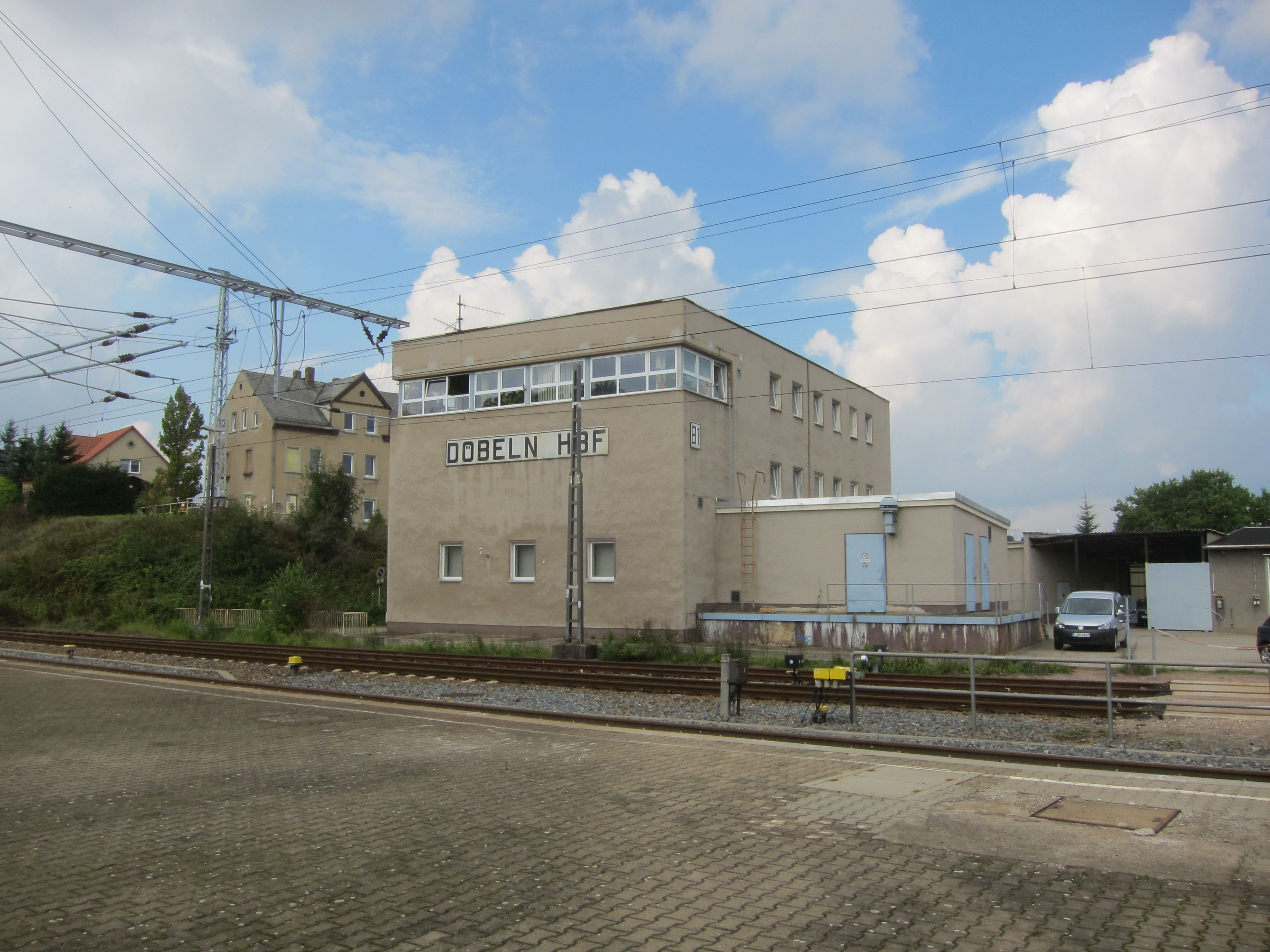
Blick von den Bahnsteigen auf das Stellwerk B1

Den Bahnbetrieb im Döbelner Hauptbahnhof koordinieren Fahrdienstleiter im Befehlsstellwerk B1, welches sich nördlich der Gleisanlagen befindet. Es ist als elektromechanisches Stellwerk der Bauform E12/78 mit Elementen der Gleisbildstellwerkstechnik und Hl-Lichtsignalen ausgeführt und wurde am 30. April 1991 in Betrieb genommen. Das ebenfalls mit B1 bezeichnete Vorgängerstellwerk war ein mechanisches Stellwerk, welches westlich des heutigen Befehlsstellwerks neben der Brücke der Bundesstraße stand. Zudem werden vom Stellwerk B1 der Bahnhof Ostrau sowie die gesamte Strecke Döbeln–Seerhausen über ein elektronisches Stellwerk gesteuert.
Bis zum 13. Dezember 2007 waren neben dem Stellwerk B1 noch die drei mechanischen Wärterstellwerke W2 auf der Südseite der Gleisanlagen und W3 und W4 im nordöstlichen Teil des Bahnhofs in Betrieb, auf denen Weichenwärter Dienst taten. Das 1905 errichtete Stellwerk W2 war für die Ein- und Ausfahrten von und nach Coswig zuständig und regelte die Lokwechsel, Rangierfahrten in das Betriebswerk sowie die Bedienung der Laderampe, der Ladestraße und des Güterbodens. Auch die Übergabefahrten zu den Gleisanschlüssen einiger Betriebe fielen in die Zuständigkeit von W2. Das Stellwerk 3 stand auf Höhe der Ausfahrsignale in Richtung Riesa vor dem Viadukt Großbauchlitz. Nachdem die Stellbereiche der beiden Wärterstellwerke zwischen 2006 und 2007 mit elektrischen Weichenantrieben, Lichtsignalen und Achszählern an das Stellwerk B1 angebunden waren, wurde das Stellwerk W2 vom 19. bis 22. Februar 2008 abgebrochen, W3 folgte eine Woche später.

## Verkehrsanbindung
| Linie                    | Linienverlauf                                                  | Takt (min)              | EVU                      |
| ------------------------ | -------------------------------------------------------------- | ----------------------- | ------------------------ |
| RB 45                    | Chemnitz – Mittweida – Waldheim – Döbeln – Riesa – Elsterwerda | 060 (Mo–Fr) 120 (Sa–So) | Mitteldeutsche Regiobahn |
| RB 110                   | Döbeln – Großbothen – Grimma – Borsdorf – Leipzig              | 060 (Mo–Fr) 120 (Sa–So) | Mitteldeutsche Regiobahn |
| Stand: 15. Dezember 2024 |                                                                |                         |                          |

### Zukünftige Linien
Ab Dezember 2026 wird die Linie RB110 in die Linie S1 der S-Bahn Mitteldeutschland integriert. Betrieben wird die S1 durch die DB Regio. Zum Einsatz kommen werden Akkumulatortriebwagen vom Typ Siemens Mireo.